# Román Villalobos Solis
Román Villalobos Solis   (província d'Heredia, 24 de juny de 1990) és un ciclista costariqueny, professional des del 2012. Del seu palmarès destaca un campionat nacional en contrarellotge i dues victòries finals a la Volta a Guatemala.

## Palmarès
- 2012
  -  Campió de Costa Rica en contrarellotge
- 2013
  - Vencedor d'una etapa de la Volta a Mendoza
- 2014
  - Vencedor d'una etapa de la Volta a Costa Rica
- 2015
  - 1r a la Volta a Guatemala i vencedor d'una etapa
  - Vencedor d'una etapa de la Volta a Costa Rica
- 2016
  - 1r a la Volta a Guatemala i vencedor d'una etapa
  - Vencedor de 2 etapes de la Volta a Costa Rica
- 2017
  - Vencedor d'una etapa de la Volta a Costa Rica
- 2018
  - Vencedor d'una etapa a la Volta a San Juan
  - Vencedor d'una etapa a la Ruta del Centro
  - Vencedor d'una etapa a la Volta a Michoacán
  - Vencedor de 2 etapes a la Volta a Costa Rica